# Langue de Provence

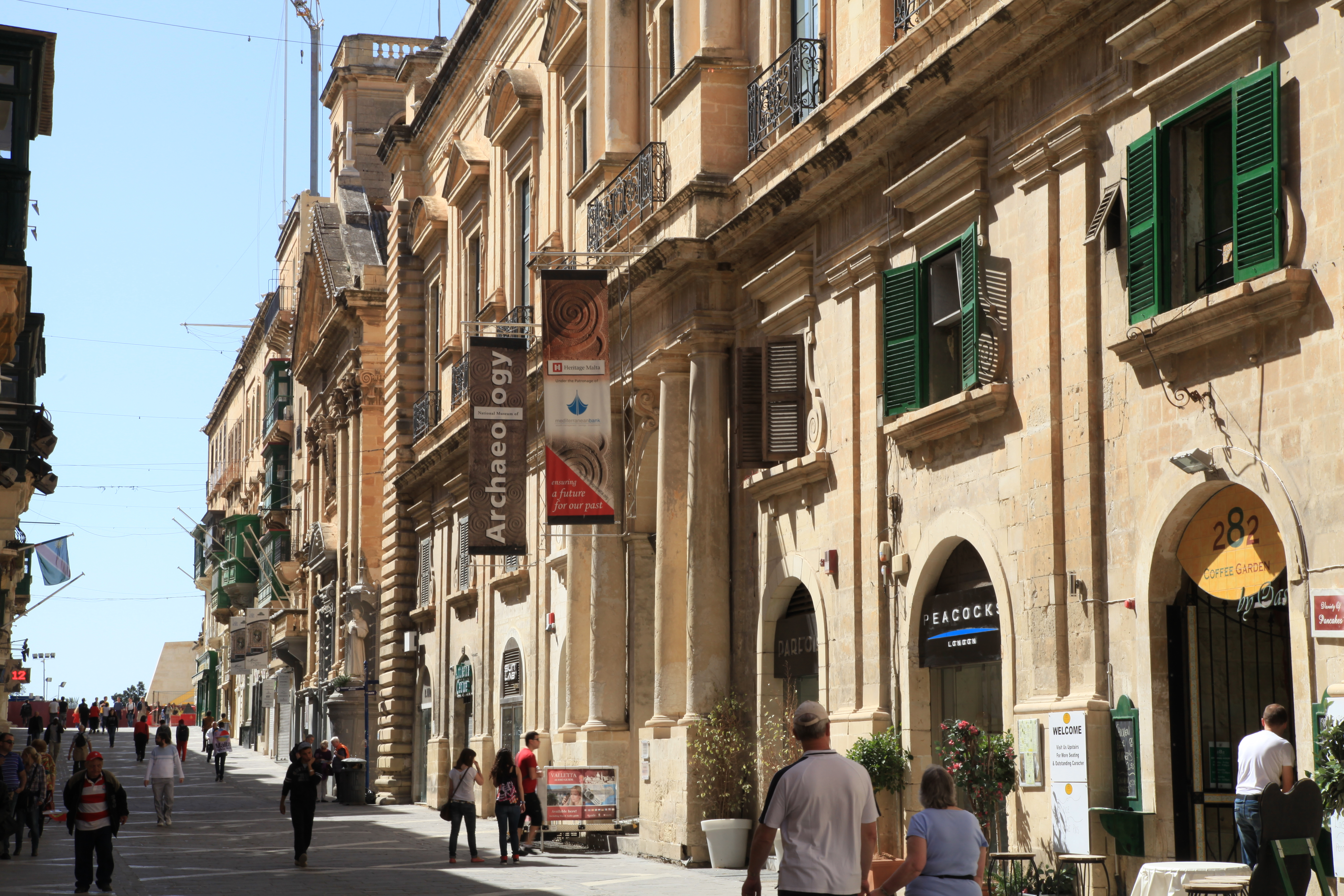
Auberge de Provence à La Valette

La Langue de Provence était, avec celles d'Italie, d'Angleterre, d'Espagne, de France, d'Allemagne, d'Auvergne, l'une des sept premières langues (ou provinces) des Hospitaliers de l'ordre de Saint-Jean de Jérusalem.

## Historique
La langue de Provence était composée de deux grands prieurés : celui de Saint-Gilles et celui de Toulouse.

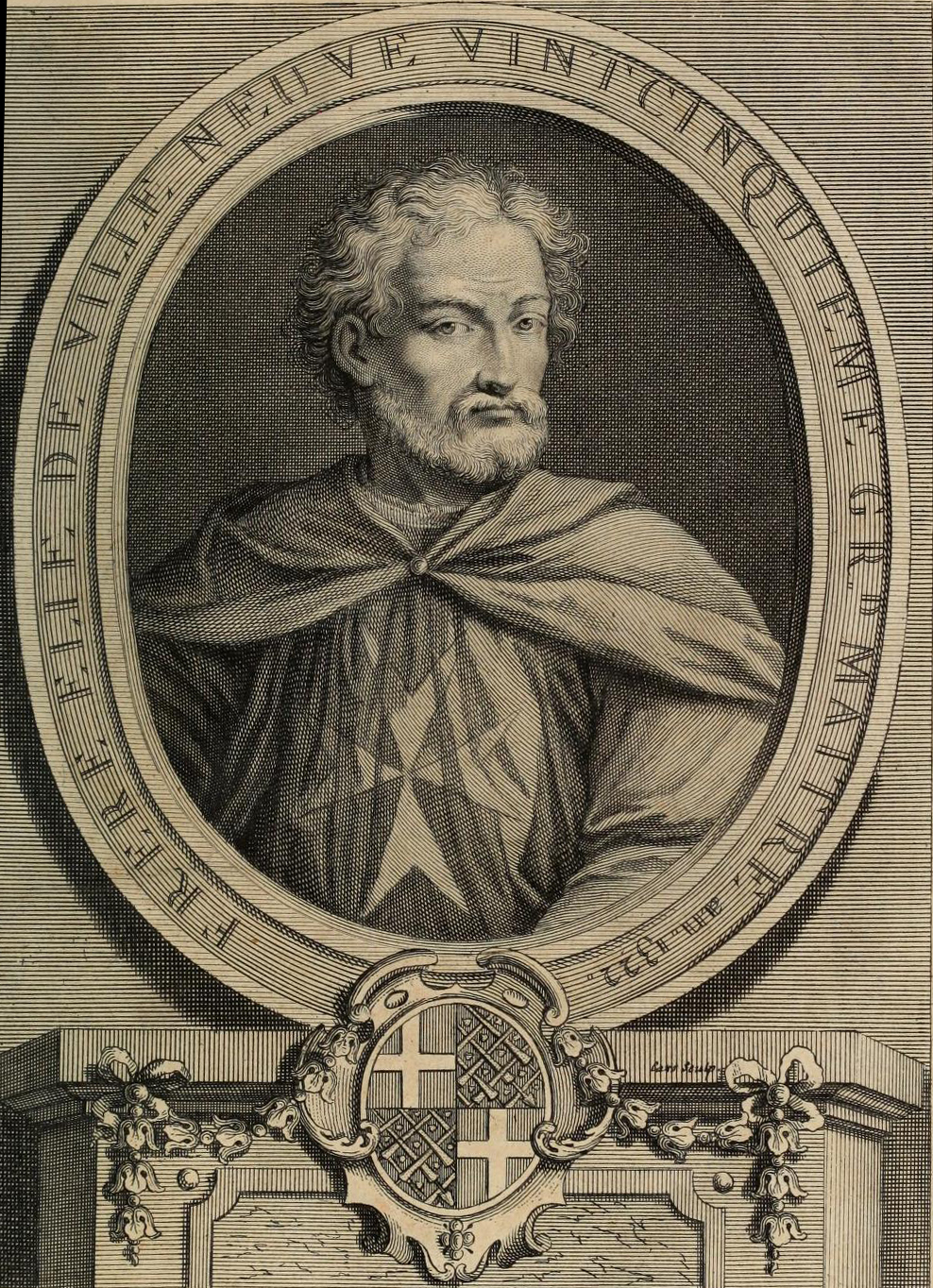
Hélion de Villeneuve.

Le pape Jean XXII qui souhaitait remédier à l'endettement excessif de l'ordre décida de réduire la taille du prieuré de Saint-Gilles qui fut en fait séparé en trois. C'est en juillet 1317 que furent alors créés les prieurés de Provence et de Toulouse par démembrement de celui de Saint-Gilles mais le prieuré de Provence qui a eu pour premier prieur Hélion de Villeneuve n'a existé que jusqu'en 1347 avant d'être de nouveau réuni au prieuré de Saint-Gilles. Il devient ensuite le bailliage de Manosque.

## Grand prieuré de Saint-Gilles
Le grand prieuré de Saint-Gilles reste, après la scission, à administrer 53 commanderies. Le siège du prieur est transféré à Arles en 1621.
Les prieurs de Saint-Gilles étaient souvent des chevaliers illustres de l'ordre. Ainsi Guillaume de Villaret, Hélion de Villeneuve, Pierre de Corneillan, Didier de Sainte-Jalle, Jean de Valette et Antoine de Paule, tous grands maîtres de l'Ordre ont été prieurs de Saint-Gilles.

### Liste des commanderies
|                  | Commanderie                           | Origine      | Création    | Dévolution | Diocèse                  | Protection             | Observations |
| ---------------- | ------------------------------------- | ------------ | ----------- | ---------- | ------------------------ | ---------------------- | --- |
| Grand prieuré de | Saint-Gilles                          | Hospitaliers | 1115        | -          |                          |                        | transférée à Arles en 1621 |
| Grand prieuré d' | Arles                                 | Templiers    |             | ≈ 1313     |                          |                        | prieuré depuis 1621. Aujourd'hui musée Réattu |
| Bailliage de     | Manosque                              | Hospitaliers | 1466        | -          | Digne                    |                        | |
| Collégiale       | Saint-Jean-de-Malte d'Aix-en-Provence | Hospitaliers | av. 1192    | -          | Aix                      | Jean le Baptiste       | Notice no PA00081001 |
| Prieuré de       | L'Hôpital-Beaulieu                    | Hospitaliers | 1288        | -          |                          |                        | hôpital et couvent de sœurs hospitalières |
| Prieuré de       | La Vraie-Croix de Martel              | Hospitaliers | ≈ 1200      | -          |                          |                        | couvent de sœurs hospitalières, sécularisé en 1589 et restauré en 1658 |
| Prieuré de       | Les Fieux                             | Hospitaliers | 1297        | -          |                          |                        | couvent de sœurs hospitalières, rejoint L'Hôpital-Beaulieu en 1611 |
| ---              |                                       | ---          | ---         | ---        | ---                      | ---                    | --- |
| Commanderie d'   | Alès (Alais)                          | Hospitaliers | v. 1140     |            |                          |                        | Dite également de Saint-Jean d'Entraigues au nord d'Alès (prés Saint-Jean). Réunie avec Saint-Maurice de Cazevieille au XIVe siècle puis devenue membre de Saint-Christol. |
| Commanderie d'   | Argence                               | Templiers    | 1654        | -          | Arles                    |                        | Constituée en 1654, était un membre du grand prieuré auparavant. |
| Commanderie d'   | Astros,                               | Templiers    | 1631        | -          | Fréjus                   | Saint Lambert          | Érigée en commanderie en 1631, était un membre de la commanderie de Marseille auparavant.                                                                                  |
| Commanderie d'   | Auzits                                | Hospitaliers | v. 1155     | -          | Rodez                    |                        | Devient membre de la commanderie d'Espalion vers 1623. |
| Commanderie du   | Bastit du Causse,                     | Templiers    | v. 1150     | 1315       | Cahors                   |                        | Membres : Assier, Cras et La Pomarède |
| Commanderie de   | Bayle                                 | Templiers    | 1143        | 1312       |                          |                        | |
| Commanderie de   | Beaulieu,                             | Hospitaliers |             | -          | Toulon                   | sainte Magdeleine      | Le Grand Beaulieu, Commune de Solliès-Pont |
| Commanderie de   | La Cavalerie                          | Templiers    | 1154        | ≈ 1313     |                          |                        | fortification du village par les Hospitaliers pendant la guerre de Cent Ans                                                                                                |
| Commanderie de   | Condat-sur-Vézère                     | Hospitaliers |             | -          |                          |                        | commanderie fortifiée |
| Commanderie de   | La Couvertoirade                      | Templiers    | 1181        | ≈ 1313     |                          |                        | fortification du village par les Hospitaliers pendant la guerre de Cent Ans                                                                                                |
| Commanderie de   | Douzens                               | Templiers    | 1133        | ?          | Carcassonne              |                        | |
| Commanderie de   | Durbans                               | Templiers    |             | 1280       | Cahors                   |                        | |
| Commanderie d'   | Espinas                               | Hospitaliers | XIVe siècle | -          | Rodez                    |                        | Initialement membre de Lacapelle-Livron. |
| Commanderie de   | Gap-Francès                           | Hospitaliers | 1166        | -          |                          |                        | les possessions s'étendaient sur une grande partie du mont Lozère |
| Commanderie de   | Jalès                                 | Templiers    | 1140        | ~1312      | Uzès                     | sainte Marie-Madeleine | ... |
| Commanderie de   | Lacapelle-Livron                      | Templiers    |             | ≈ 1313     | Cahors                   |                        | |
| Commanderie de   | Lautrec                               | Templiers    |             | ≈ 1313     | Castres                  | Saint Sauveur          | Commanderie autonome jusqu'au XVe siècle avant de devenir une annexe de la commanderie de La Selve                                                                         |
| Commanderie de   | Montfrin                              | Templiers    | 1147        | ≈ 1313     | Uzès                     |                        | Chambre priorale |
| Commanderie de   | Montpellier                           | Hospitaliers | 1203        | -          | Maguelonne / Montpellier |                        | dite domaine du petit Saint-Jean, détruite durant les guerres de Religion                                                                                                  |
| Commanderie de   | Narbonne                              | Hospitaliers |             | -          |                          |                        | Saint-Jean de Narbonne. Membres : Saint-Vincent-d'Olargues, commanderie autonome jusqu'en 1345. La Bessière et Nigresserre, autonomes jusqu'en 1393.                       |
| Commanderie de   | Palhers                               | Hospitaliers | 1291        | -          |                          |                        | vendue comme bien national durant la Révolution française |
| Commanderie de   | Le Poët-Laval                         | Hospitaliers |             | -          |                          |                        | commanderie fortifiée |
| Commanderie de   | Rayssac                               | Hospitaliers | ≈ 1108      |            | Albi                     |                        | Sur la commune d'Albi et non à Rayssac |
| Commanderie de   | Richerenches                          | Templiers    | 1136        | 1312       |                          |                        | rétrocédée à la papauté en 1320 |
| Commanderie de   | Saint-Christol                        | Hospitaliers | 1149        |            | Maguelonne / Montpellier | saint Christophe       | |
| Commanderie de   | Saint-Félix-de-Sorgues                | Hospitaliers |             |            | Vabres                   | Saint Félix            | |
| Commanderie de   | Saint-Luce à Arles                    | Templiers    |             | ≈ 1313     |                          |                        | |
| Commanderie de   | Saint-Maurice-de-Cazevieille          | Hospitaliers | 1186        | -          | Uzès                     |                        | Membre d'Alès en 1271, commanderie principale en 1373, absorbée par la commanderie de Saint-Christol ensuite                                                               |
| Commanderie de   | Saint-Pierre de Saliers               | Templiers    | av. 1171    | 1312       |                          |                        | |
| Commanderie de   | Saint-Vincent-d'Olargues              | Hospitaliers | v. 1157     |            | Saint-Pons               | Saint Vincent          | Commanderie autonome jusqu'en 1345 avant d'être absorbée par Saint-Jean de Narbonne                                                                                        |
| Commanderie de   | Sainte-Eulalie-de-Cernon              | Templiers    | 1151        | ≈ 1313     | Vabres                   |                        | fortification du village par les Hospitaliers pendant la guerre de Cent Ans                                                                                                |
| Commanderie de   | Trignan                               | Hospitaliers |             | -          | Viviers                  |                        | Réunie avec Jalès en 1383 |
| Commanderie de   | Trinquetaille (Arles)                 | Hospitaliers | v. 1115/20  | -          | Arles                    | Saint Thomas           | Cartulaire de Trinquetaille (Præceptoria Sancti Thomæ de Trenctallis) |
|                  |                                       |              |             |            |                          |                        | |
|                  |                                       |              |             |            |                          |                        | |

## Grand prieuré de Toulouse
Le grand prieuré de Toulouse récupère 28 commanderies. Le grand prieuré de Toulouse est créé en 1317 juste après la dévolution des biens de l'ordre du Temple aux Hospitaliers.

### Liste des commanderies
|                  | Commanderie       | Origine      | Création     | Dévolution | Diocèse   | Protection | Observations                                                                      |
| ---------------- | ----------------- | ------------ | ------------ | ---------- | --------- | ---------- | --------------------------------------------------------------------------------- |
| Grand prieuré de | Toulouse          | Hospitaliers |              | -          |           |            | élevé au rang de prieuré en 1317                                                  |
| Commanderie de   | Arfons (Orfons)   | Hospitaliers | XIIe siècle  | -          |           |            | et de Puylaurens Devient au XVIe siècle un membre de la commanderie de Renneville |
| Commanderie de   | Boudrac           | Templiers    | XIIIe siècle | ?          | Tarbes    |            | Ensuite membre de Montsaunès                                                      |
| Commanderie de   | Caignac           | Hospitaliers | XIIe siècle  | -          |           |            |                                                                                   |
|                  |                   |              |              |            |           |            |                                                                                   |
| Commanderie de   | Larmont           | Templiers    |              | 1313       | Toulouse  |            | Obtient le rang de commanderie vers 1350 et ce jusqu'en 1550                      |
| Commanderie de   | Luz-Saint-Sauveur | Hospitaliers |              | -          |           |            | château et église fortifiée                                                       |
| Commanderie de   | Montsaunès        | Templiers    | XIIe siècle  | ?          | Comminges |            |                                                                                   |
| Commanderie de   | Renneville        | Hospitaliers |              |            |           |            |                                                                                   |
|                  |                   |              |              |            |           |            |                                                                                   |

## Prieuré de Provence (1317-1347)
L'éphémère prieuré de Provence dont Hélion de Villeneuve fut le premier prieur regroupait trente-trois commanderies:
- Aix, Arles, Avignon, Beaulieu (deux commanderies, commanderie de Beaulieu (Vaucluse) et commanderie de Beaulieu (Var)), Calissane, Claret, Comps, La Croix, Les Echelles, Fos, Gap & Embrun, Lardiers, Manas, Malmort, Manosque, Marseille, Monteil, Nice, Orange, Poët-Laval, Puimoisson, Rossillon [sic], Rue (Ruou), Saint-Jean-de-Trièves[26], Saint-Maurice de Régusse, Saint-Pierre d'Avez, Saliers, Thoronne, Trinquetaille, Valdrôme, Valence, Venterol.